# フェラーリ・モンツァSP1/SP2
フェラーリ・モンツァSP1/SP2（Ferrari Monza　SP1/SP2）はイタリアの自動車メーカーであるフェラーリによって生産された限定生産のスポーツカーである。

## 概要
これらのモデルは「Icona」と呼ばれるシリーズで、フェラーリが過去に生産したモデルをデザインモチーフにしつつ、現代の技術によって再解釈したモデルである。モンツァSP1が「Icona」シリーズの第一弾、モンツァSP2が第二弾である。デザインは750モンツァ、250テスタロッサ、166MMからインスピレーションを得ている。
車名はイタリアにあるモンツァ・サーキットに由来しており、SP1が1人乗り、SP2が2人乗りである。ベースのモデルは812スーパーファスト。生産台数は2台合わせて499台。フェラーリに選ばれた顧客のみ購入することが可能で、購入時にSP1とSP2のどちらかを選択することができる。2台とも選択することは不可である。車両価格は158万ユーロ。

## 仕様

### エンジン
SP1・SP2ともに812スーパーファストに搭載している自然吸気6.5L F140 GA V12エンジンを搭載しているが、812よりも10 PS (7 kW; 10 hp)高い出力である810馬力へと改良されている。このエンジンは812コンペティツィオーネ・コンペティツィオーネAが発表されるまで、フェラーリ史上最も強力なV12ロードカーだった。

### シャーシ
シャーシは812をベースにしており、カーボンファイバー製ボディを採用している。SP1の重量は1,500kg(3,306ポンド)だが、SP2は20kg重く、1,520kg(3,351ポンド)となっている。

### パフォーマンス
2台の性能は、0-100km/hが2.9秒、0-200km/hが7.9秒、最高速度は300km/h以上と発表されている。

## 参照
- https://web.motormagazine.co.jp/_ct/17369283